# Joseph Wirth
Karl Joseph Wirth (6 de setembre de 1879 - 3 de gener de 1956) va ser un polític alemany del Partit del Centre Catòlic que va exercir durant un any i sis mesos com a canceller d'Alemanya, del 1921 al 1922, com a ministre de Finances del 1920 al 1921, com a ministre d'Afers Exteriors en funcions del 1921 al 1922 i de nou el 1922, com a ministre dels territoris ocupats del 1929 al 1930 i com a ministre de l'Interior del Reich del 1930 al 1931. Durant la postguerra, va participar des de 1952 fins a la seva mort el 1956 en el Partit de l'Aliança dels Alemanys, partit neutralista controlat pels comunistes soviètics i d'Alemanya Oriental.